# Nowa Wieś Ełcka (gmina)
Nowa Wieś Ełcka – dawna gmina wiejska istniejąca w latach 1945–1954 w woj. białostockim (dzisiejsze woj. warmińsko-mazurskie). Siedzibą władz gminy była Nowa Wieś Ełcka.
Gmina Nowa Wieś Ełcka powstała po II wojnie światowej na terenie tzw. Ziem Odzyskanych (tzw. IV okręg administracyjny – Mazurski). 25 września 1945 roku gmina – jako jednostka administracyjna powiatu ełckiego – została powierzona administracji wojewody białostockiego, po czym z dniem 28 czerwca 1946 roku weszła w skład woj. białostockiego. Według stanu z 1 lipca 1952 roku gmina była podzielona na 10 gromad: Barany, Bartosze, Chruściele, Maleczewo, Mącze, Mąki, Nowa Wieś Ełcka, Rękusy, Szarejki i Talusy.
Gmina została zniesiona 29 września 1954 roku wraz z reformą wprowadzającą gromady w miejsce gmin. Jednostki nie przywrócono 1 stycznia 1973 roku po reaktywowaniu gmin.
Zobacz też: gmina Nowa Wieś